# Жержевский, Сергей Александрович
Серге́й Алекса́ндрович Жерже́вский (укр. Сергій Олександрович Жержевський, позывной — Жорж; 24 декабря 1987, Шишкань — 6 июня 2022, Северодонецк) — украинский военнослужащий, старший солдат, участник российско-украинской войны. Герой Украины (16 сентября 2022, посмертно).

## Биография
Проживал в Роскошненском сельском совете Кировоградской области.
Участвовал в освобождении Попасной, Лисичанска и Курахова летом 2014 года.
В боях за Иловайск с побратимами попал в плен. 26 декабря 2014 года с еще́ 145 воинами Украины освобождён из плена.
В феврале 2022 года Сергей присоединился к батальону «Свобода». Активно участвовал в освобождении города Ирпень на Киевщине, а также в обороне городов Рубежного и Северодонецка на Луганщине.
Погиб 6 июня 2022 года при обороне Северодонецка, получив смертельные ранения в результате вражеских артиллерийских обстрелов. Похоронен на Лесном кладбище в Киеве.

## Награды
- Звание «Герой Украины» с удостоением ордена «Золотая Звезда» (16 сентября 2022, посмертно) — за личное мужество и героизм, проявленные в защите государственного суверенитета и территориальной целостности Украины, верность военной присяге[1].
- Орден «За мужество» III степени (13 января 2023, посмертно) — за личное мужество и самоотверженные действия, проявленные в защите государственного суверенитета и территориальной целостности Украины, верность военной присяге[2].